# Celly Campello
Celly Campello, nombre artístico de Célia Campello Gomes Chacon (nacida Célia Benelli Campello; São Paulo, 18 de junio de 1942 — Campinas, 4 de marzo de 2003), fue una cantante, compositora, actriz y multiinstrumentista brasileña, considerada la precursora del rock en Brasil, popularizando el baile twist en el país. Debido al éxito de una de sus canciones, participó en la telenovela Estúpido Cupido.

## Biografía

### Primeros años
Célia Benelli Campello nació en la capital paulista y fue criada en Taubaté. Comenzó su carrera precocemente: bailó Tico-Tico no Fubá a los cinco años en una actuación infantil. A los seis años cantó en la Radio Cacique de Taubaté, donde pasó toda su infancia. Se convirtió en una de las participantes del Clube do Guri, en la Radio Difusora de Taubaté. Estudió piano, guitarra y ballet durante su infancia.
A los doce años ya tenía su propio programa de radio, también en la Radio Cacique. A los quince años de edad (1958) grabó su primer disco en São Paulo, en el lado opuesto del primer 78 RPM de su hermano Tony Campello, quien la acompañó en buena parte de su carrera como cantante y actriz. Debutó en televisión en el programa Campeões do Disco, de TV Tupi, en 1958. En 1959 estrenó un programa propio junto a Tony Campello, titulado Celly e Tony em Hi-Fi, en la Rede Record, el cual presentó durante dos años.
Su carrera despegó en 1959 con la versión brasileña de Stupid Cupid, que en Brasil se convirtió en Estúpido Cupido. La canción fue lanzada en el programa de Chacrinha y se convirtió en un éxito. Ese mismo año participó en la película de Mazzaropi, Jeca Tatu.
Durante su vida grabó otros éxitos: Lacinhos Cor-de-Rosa, Billy, Banho de Lua, que le valieron numerosos premios y trofeos, incluso en el extranjero, y le otorgaron el título de Reina del Rock Brasileño.
Para tristeza de toda una generación que se inspiró en su trabajo, Celly abandonó la carrera en su apogeo, a los 20 años, para casarse y vivir en Campinas. Fue en 1962, con José Eduardo Gomes Chacon, su novio desde la adolescencia, y pasó a llamarse Célia Campello Gomes Chacon. Con José Eduardo, con quien permaneció casada hasta su fallecimiento, Celly tuvo dos hijos, Cristiane y Eduardo, y dos nietos.
Celly había sido considerada para presentar el programa Jovem Guarda (RecordTV), junto a Roberto y Erasmo Carlos. Como abandonó la carrera, Wanderléa ocupó su lugar.
En 1968, Celly lanzó un LP en homenaje a sus 10 años en la discográfica Odeon.

### Revival en los años 70
A inicios de la década de 1970 intentó relanzar su carrera: apareció en el Hollywood Rock, pionero festival de rock en Río de Janeiro, presentándose junto a su hermano Tony Campello. El evento fue filmado para el documental Ritmo Alucinante, lanzado en el mismo año. En 1976, fue traída de nuevo al éxito gracias a la telenovela Estúpido Cupido (homónima del gran éxito de 1959) en TV Globo, en la que grabó una participación especial. Incentivada por el éxito de la novela, intentó retomar su carrera, llegando a grabar un disco y haciendo algunos espectáculos. Después de la finalización de la novela, aún grabó, durante los tres años siguientes, una serie de sencillos y EPs para RCA, con versiones de éxitos internacionales del final de los años 70, como Saudade (It's a Heartache) y Só entre Dois Amores (Torn Between Two Lovers).
En 2008, la emisora de televisión TV Globo licenciò las canciones "Banho de Lua" y "Broto Legal" para ser utilizadas como música incidental de la telenovela Ciranda de Pedra; ninguna de las dos fue incluida en el CD de la banda sonora de la novela.

### Muerte
Víctima de un cáncer de mama, Celly falleció el 4 de marzo de 2003, en el Hospital Samaritano, siendo sepultada al día siguiente en el Cementerio Parque Flamboyant, ambos ubicados en Campinas.